# Bending

Animation

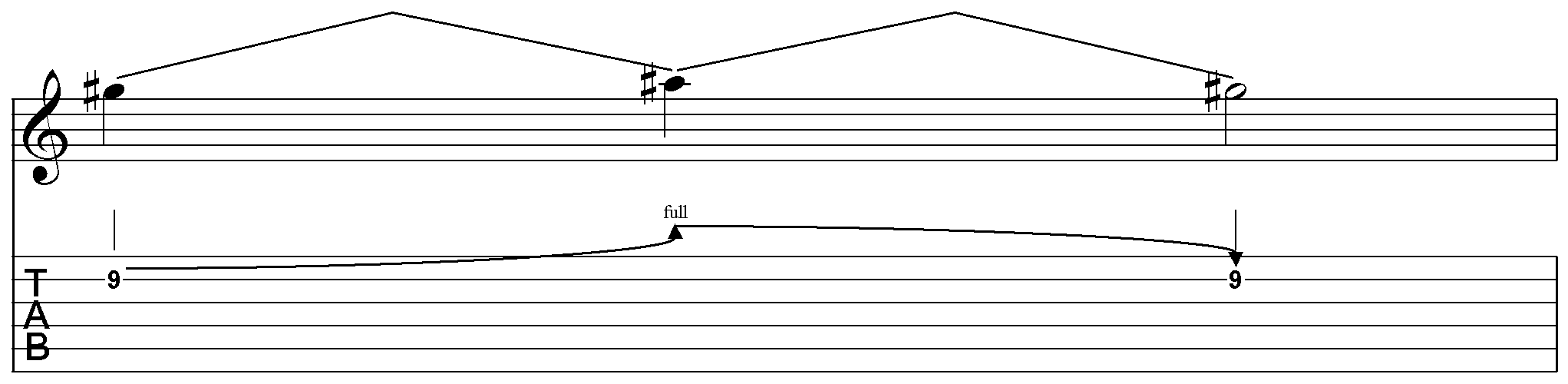
Das oben dargestellte Bending als Tabulatur. In manchen Fällen wird auch Release-Bending bei der Rückkehr zum Ursprungston angegeben.

Bending (englisch; auch Bend; zu englisch bend „biegen, krümmen“) oder Saitenziehen ist eine in bestimmten Stilrichtungen angewandte Spieltechnik der Gitarre. Dabei wird die Höhe eines Tons durch ein Einwirken auf die Saitenspannung verändert, um glissando- oder vibratoartige Effekte und/oder eine absichtlich unsaubere Intonation zu erzielen. Meist wird der Effekt durch Ziehen der Saite bewirkt. (Im Notentext kann er durch ein B, für englisch bend, vorgeschrieben werden.) Es existieren Varianten, die auf speziellen mechanischen Anpassungen des Instruments beruhen. Eine weitere Möglichkeit des Bending besteht im Ziehen am oder Drücken gegen den Gitarrenhals (neck bending), wobei sich hierbei der Effekt auf alle Saiten des Instruments auswirkt.
Bending ist beim Spiel der E-Gitarre eine der wichtigsten Spieltechniken. Vergleichbare Techniken finden auch auf der Blues-Harp (Mundharmonika), bei Holz- und Blechbläsern Anwendung. Bei Synthesizern und Keyboards wird zum Pitchbending zumeist ein Pitch-Bender verwendet.

## Technik
Das Bending an der Gitarre entsteht meist durch ein Drücken der Saiten nach oben beziehungsweise Ziehen der Saiten nach unten. Dadurch vergrößert sich die Saitenspannung und der Ton wird höher. Durch den fließenden Übergang zwischen Ursprungs- und Zielnote lassen sich Melodien phrasieren.
Beim Blues sind annähernde Viertelton-Bendings geläufig (Smear Bends), die durch leichtes Ziehen der Saite (Spielanweisung: Sm für Small Bend, Smear Bend oder kurz Smear) zum Erreichen der Blue Notes (die zwischen kleiner und großer Terz bzw. Septime liegen) verwendet werden. In einer Vielzahl von Gitarrensoli kommen darüber hinaus Halb- und Ganztonbendings vor.
Wird die (durch ein Pre-Bend, ein stummes Saitenziehen) gezogene Saite wieder entspannt (beim Release) spricht man vom Rückwärts-Bending oder Release-Bend (Spielanweisung: RB für Reverse Bend oder Release Bend).
Eine etwa von Carlos Santana und Jimi Hendrix häufig eingesetzte Technik ist der Unison Bend (oder das Unisono-Bending, abgekürzt U.B.). Dazu wird ein Ton um einen Ganzton nach oben gezogen, während auf der nächsthöheren Saite der Zielton des Bendings gleichzeitig als normaler Ton gespielt wird, wodurch sich beide Töne annähern, bis sie einstimmig (unisono) klingen. So schlägt der Gitarrist z. B. die D- und A-Saite gleichzeitig an und erreicht durch Ziehen der A-Saite im 3. Bund um zwei Halbtöne ein D mit der gleichen Tonhöhe wie die der 4. Saite. Dadurch klingen z. B. lang angehaltene Töne voller.

## B-Bending
Der Country-Musiker Gene Parsons gilt zusammen mit Clarence White als Erfinder des sogenannten „B-Bending“ oder auch String-Bending. Darunter versteht man die mechanische Modifikation einer E- oder Westerngitarre, die es ermöglicht, die B-Saite (entspricht der H-Saite) auf unterschiedliche Art und Weise um bis zu eineinhalb Töne (drei Bünde) zu erhöhen, ohne dazu die Saite selbst mit den Fingern ziehen zu müssen. Es gibt verschiedene technische Ansätze, diese Tonerzeugung zu realisieren, bspw. über einen Zug des Gitarrengurtes, der über einen beweglichen Gurtknopf und eine dadurch ausgelöste Mechanik Einfluss auf die Spannung der Saite nimmt. Das Ergebnis ergibt einen Klang, der demjenigen einer Pedal-Steel-Gitarre sehr ähnlich ist. Das Prinzip wurde unter dem Namen Parsons/White B-Bender bekannt, wobei es zwischenzeitlich bereits Varianten für G- und E-Saite gibt. Ein weiterer bekannter Protagonist dieser Spieltechnik ist Albert Lee.
Eine Variante ist das „Palm-Bending“, bei dem mittels Drücken eines auf der Brücke angebrachten Hebels und damit Verminderung der Saitenspannung die Tönhöhe einer Saite um in der Regel einen Halbton vermindert wird.

## Bending im FilmCrossroad – Pakt mit dem Teufel
Im Film Crossroads – Pakt mit dem Teufel wird im Gitarrenduell der Gitarrist des Teufels von seinem Herausforderer besiegt. Steve Vai hat die Parts beider Kontrahenten eingespielt und beendet das Solo mit einem Bending in die Tonlage eines imaginären 29. Bundes der Gitarre. Die im Film suggerierte Variante, er habe dies auf einer Fender Telecaster mit 21 Bünden getan (acht Halbtönen), ist eine Legende – er benutzte eine 24-bündige Gitarre. Ein Bending von fünf Halbtönen ist trotzdem sehr schwer, dem Gitarristen des Teufels reißt dann auch beim Wiederholungsversuch die Saite.

## Blues-Harp
Beim Bending auf der Blues-Harp wird mit Hilfe der Zunge der Luftstrom am Gaumen verengt. Sowohl beim Blasen als auch beim Ziehen kann das Bending eingesetzt werden. Außerdem existieren sogenannte Overblows und Overdraws, die auch als Overbends bezeichnet werden.
Das Bending auf der Harp ist ein essentieller Teil des Blues.
Bekannt ist das Bending auch aus dem Hauptmotiv des Films Spiel mir das Lied vom Tod.